# End of April
End of April is een Nederlands-Duitse metalband die werd opgericht door leden van de bands Spermbirds en Headcrash. Na het uitbrengen van een demo tekende de band in 2002 een contract met het Nederlandse nu-metallabel Seamiew Records, waarmee zij tweemaal muziek uitbrachten.
In 2005 verliet zanger Allen Wright de band. De overige bandleden slaagden er niet in een nieuwe zanger te vinden en besloten vervolgens te stoppen met de band.

## Bandleden
- Allen, zang
- Allard, gitaar en zang
- Markus, gitaar
- Otto, basgitaar en zang
- Martijn, drums

## Discografie
- In Your Arms, Like Chains (demo)
- Divided by Numbers, ep (2003)
- If I Had a Bullet for Everyone... (2004)